# Ханкок (окръг, Мейн)
Окръг Ханкок (на английски: Hancock County) е окръг в щата Мейн, Съединени американски щати. Площта му е 6089 km², а населението – 54 419 души (2016). Административен център е град Елсуърт.